# Daseinsanalyse
 (avril 2010).
La Daseinsanalyse est une forme de psychothérapie d'inspiration psychanalytique, philosophique et phénoménologique née en Suisse. La Daseinsanalyse puise sa source dans l'ouvrage du philosophe allemand Martin Heidegger Être et Temps en 1927. Dans cette œuvre majeure, Heidegger reprend la question de (l') être, laissée dans l'oubli. Méthodologiquement cependant, le philosophe s'emploie tout d'abord à déterminer l'essence du Dasein (l'être humain ou existence), seul étant disposant d'une ouverture à son propre être. C'est en ce sens que Heidegger posera les fondements d'une analytique existentiale du Dasein ou 'Daseinsanalytik', permettant à la Daseinsanalyse de disposer d'un modèle de compréhension de l'être humain (Menschenverständnis) - anthropologique donc - unique dans le champ des psychothérapies. La Daseinsanalyse s'appuie également sur la praxis psychanalytique et sur l'expérience psychanalytique de la cure. De cette dernière, elle reprendra l'intuition freudienne de la psychopathologie, à savoir que les symptômes psychiques peuvent être motivés et avoir un sens caché. La Daseinsanalyse reste toutefois résolument phénoménologique puisqu'elle procède par une méthode d'explicitation (Auslegung) plutôt que par un procédé interprétatif (Bedeutung).
Elle a été fondée par Ludwig Binswanger et Medard Boss, tous deux psychiatres exerçant en Suisse alémanique. Issu d'une longue et prestigieuse lignée de psychiatres (son oncle Otto Binswanger soigna Nietzsche), L. Binswanger dirigea la célèbre clinique de Bellevue, à Kreuzlingen. Si Binswanger ne fonda pas d'école pour enseigner la méthode qu'il avait élaborée, son œuvre abondante a permis de constituer un véritable corps de doctrine. En revanche, Medard Boss développa dans les années 1960 à Zürich une formation en Daseinsanalyse (Daseinsanalytisches Institut für Psychotherapie und Psychosomatik) pour les psychiatres et les psychothérapeutes. À Zürich, la Daseinsanalyse est principalement représentée et enseignée aujourd'hui par le Dr. Alice Holzhey-Kunz au Daseinsanalytisches Seminar (DaS).

## Une méthode de psychothérapie d'inspiration psychanalytique
L'ouvrage du philosophe Paul Ricœur De l'interprétation. Essai sur Freud (1965) a marqué les analyses fondamentales traitant de la psychanalyse freudienne. L'un des chapitres traite notamment d'une « énergétique sans herméneutique », faisant ainsi référence à l'aspect énergétique (énergie psychique)[De quoi ?], aux théories des pulsions, à la libido, au quantum d'affect et au principe dit « économique », auxquels on pourrait rajouter les théories structuralistes (structures névrotique et psychotique ; organisation borderline, etc.), topiques (CS, PCS, ICS et Moi, ça, Surmoi)  et psychogénétiques (stades oral, anal, phallique ; œdipe). Ricœur met en lumière l'opposition psychanalytique - fondamentale - non pensée entre l'énergétique et le sens. Concernant le rêve, Ricœur met le doigt sur cette tension fondamentale non thématisée : « Ainsi le rêve est-il, en tant qu'expression du désir, à la flexion du sens et de la force. » Du symbole au désir, l'argumentation de Ricœur ne parvient toutefois pas à présenter une synthèse de la dualité conceptuelle freudienne. De plus, l'approche de la question du sens n'inclut pas celle de l'affect, ce qui conduit l'analyse du psychisme dans une impasse, dans la mesure où le psychisme se définit par le sens (Vergote, 1958 in Ricœur 1965 p. 399) réduit aux seuls aspects dynamique et historique. De son côté, l'affect, réduit au quantum d'affect, n'est considéré que comme un « quantitatif », un « innommable » (p. 479) muet « à la racine du dire ». Sur la question de l'affect, Ricœur ne propose pas une solution permettant de se démarquer de manière décisive de Freud. Dans « Le conflit des interprétations » (1969), Ricœur va se distancier de l'ontologie de la compréhension ou ontologie fondamentale de Heidegger, qu'il qualifie - avec beaucoup de respect, certes - de « voie courte », prétextant que cette herméneutique se soustrait d'emblée à toute exigence méthodologique, orientant ainsi son herméneutique sur une base sémantique, puis traitant de la structure, du langage, du symbole, des religions... L'affect au sens psychanalytique, et du point de vue herméneutique existential « la Stimmung », sont passés à la trappe. L'extraordinaire travail de Ricœur concernant l'herméneutique en psychanalyse ne permet plus d'aborder la question de la souffrance (Leiden) psychique.
Dans l'article paru dans la Revue des sciences humaines - « La psychanalyse comme anti-herméneutique » 240, 1995, p. 13–24 - Jean Laplanche critique la prétention d'une dimension herméneutique dans la psychanalyse en appuyant sa réflexion notamment sur le principe de fonctionnement des associations libres (freie Einfälle) menant à l'Inconscient. Or, le propre de l'approche herméneutique en psychopathologie n'est pas d'emblée de « décoder » un Inconscient (symbolisme, représentation ou discours) dont la dimension de construct obère l'entreprise phénoménologique, mais de mettre le comportement ou le symptôme du sujet en lumière (Aufklärung), de mettre en relief le motif (Zweck) du symptôme et d'en interpréter (Auslegen) la visée (Absicht). L'herméneutique implicite utilisée par Sigmund Freud trouvait le « sens » du symptôme dans une référence, tout à la fois circulaire, énergétique et régressive, aux « souhaits (Wünsche) infantiles refoulés » - au sens psycho-sexuel du terme - de l'enfant, eux-mêmes pris dans la masse des investissements libidinaux et narcissiques, ainsi que dans les premiers arrangements structuraux de la psyché auxquels ils concourraient. La théorie de la séduction et le fantasme venaient finalement mettre un terme à tout processus qui ne trouverait pas sa source dans l'intra-psychique.
L'herméneutique proposée par Alice Holzhey-Kunz permet à la Daseinsanalyse, mais également aux psychothérapies psychanalytiques, de redéployer la possibilité d'une compréhension de ce fameux « souhait » oublié, en mal de sa propre réalisation. En restant fidèle à l'analytique existentiale de « Sein und Zeit » (1927) et à une méthodologie phénoménologique et herméneutique ancrée notamment dans les existentiaux que sont la Stimmung (Befindlichkeit; disposition ou l'être-touché/concerné) et le Comprendre, le « souhait infantile » freudien peut être désormais vu comme un « Wunsch » doté d'une sensibilité aiguë (Hellhörigkeit). L'enfant est blessé que son souhait ne se réalise pas. Davantage, ce Wunsch n'est pas nécessairement à rechercher dans un passé refoulé, mais à auslegen (interpréter) depuis la position de souffrance ou la position problématique du sujet, pour y repérer les existentiaux impliqués. Ainsi, l'enfant peut également être blessé d'éprouver que le temps passe et que son enfance se perd. Dès lors, il n'est plus besoin d'invoquer un raisonnement psychogénétique pour expliquer la « cause » de la souffrance, mais de détecter les dimensions de la Condition Humaine qui viennent percuter la sensibilité du Dasein, quel que soit son âge. L'innommable muet du quantum d'affect qui rebutait tant Ricœur trouve chez Alice Holzhey-Kunz la possibilité d'une explicitation à l'intérieur même de l'ontologie fondamentale de Heidegger.

## La spécificité de la Daseinsanalyse: une herméneutique existentiale

### L'être humain comme existence
Heidegger renverse dans Être et temps (1927) les référents philosophiques traditionnels en abordant la question de l'existence non pas de manière catégoriale (analyse de l'essence de quelque chose ; die Was-Frage : la question de ce que c'est), mais de manière existentielle, à savoir que l'essence de quelque chose repose désormais dans son existence, son existentialité, sa manière d'exister. Ainsi est posée une méthode qui permet de penser l'être humain non comme une chose - verdinglicht = substantivée, chosifiée - dont l'essence ou la nature se maintiendrait derrière en dépit de toutes les variations possibles, mais comme un à-être, un accomplissement de l'être, mieux : comme accomplissement d'un à-être, de son propre exister. L'être et l'existence ne sont plus des termes à comprendre de manière substantivée, mais à entendre dans leur existentialité. Dire en quelque sorte que la substance du Dasein est son existence renverse radicalement la manière d'envisager l'existant humain. Dès lors est-il possible d'envisager, du point de vue psychothérapeutique, que le Dasein puisse souffrir de son exister, de sa condition humaine, de sa responsabilité de mener sa propre existence, de son être-vers-la-mort, de son être-avec-les-autres, de sa mienneté (Jemeinigkeit), de sa finitude temporelle, de sa fragilité corporelle, etc. Les nosologies et nosographies traditionnelles héritées de la médecine psychiatrique et avec elles les concepts de maladie mentale, de dysfonctionnement mental et de trouble psychique, prennent une tout autre dimension, non plus attachée à identifier une maladie pour l'éliminer, à rendre fonctionnelle une fonction qui aurait égaré sa fonctionnalité, à rectifier un trouble en le ramenant dans une normalité statistique ou morale, mais à entendre quelle souffrance affecte l'être humain dans sa manière d'être et à permettre que le patient s'y entende dans ce qui le concerne et l'affecte.

### La différence ontologique
La spécificité de l'approche Daseinsanalytique par rapport aux autres approches existentielles réside dans une compréhension ontologique de la situation du Dasein (existant humain ou être humain) appelée Condition Humaine. Ce fut le mérite d'A. Holzhey-Kunz d'arriver à déployer dans toute son originalité les relations entre la conception philosophique de l'herméneutique existentiale de Heidegger avec la psychopathologie psychanalytique (Ouvrage : Leiden am Dasein, 1994). En effet, Heidegger décrit le Dasein dans sa double dimension ('Zweideutigkeit') ontique et ontologique, autrement appelée la 'différence ontologique'. Ainsi, dans toute situation concrète - ou ontique - le Dasein est confronté à une dimension - ontologique - qui concerne ou relève de son être. Dans une telle perspective, la souffrance de l'être humain n'est pas simplement à identifier de manière concrète, comme étant due par exemple à un trouble psychique ou à une maladie psychique (raisonnement tautologique par excellence), mais au rapport qu'entretient le Dasein avec, par exemple et entre autres dimensions ontologiques, sa corporéité (Leiblichkeit, Cf. Merleau-Ponty) et sa mienneté (Jemeinigkeit) pour l'anorexie mentale, sa faillibilité (Brüchigkeit) et l'imprévisibilité (Unvorhersagbarkeit) de son corps pour les hypocondriaques, son indéléguable devoir-exister (« Dass ich bin und zu sein habe » - trad. française: « que je suis et que j'ai à être ») pour les dépressifs, sa rassurante - mais ô combien riche en angoisses...- illusion de contrôle pour les troubles anxieux, etc.
Ainsi, les tentatives répétées pour contrôler une situation, comme d'éteindre la lumière, de contrôler que les plaques du four sont éteintes, de se laver les mains maintes fois, n'ont pas à être comprises dans leur fonction concrète de contrôle et de maîtrise, mais dans leur dimension atmosphérique (stimmungsmässig) d'une tentative - la Daseinsanalyse parle ici de « souhait ontologique » (ontologische Wunsch) - d'éliminer les impressions mêmes d'une impuissance et d'une perte de maîtrise.
Par ces quelques exemples, il est souligné l'importance du sens des phénomènes psychopathologiques en rapport et en regard (Verweisungszusammenhänge) avec les dimensions existentiales concernées (Hellhörigkeit 'sensibilité aiguë' - et Betroffenheit 'être-touché-par').

### Efficacité de la confrontation existentielle

#### Confrontation ontique: une fausse évidence
Il est admis depuis les années 1970 que dans le cas des troubles anxieux, les psychothérapies basées sur des méthodes de confrontation - en imagination ou in vivo - avec les stimuli anxiogènes sont « efficaces », c'est-à-dire font sensiblement baisser l'anxiété. En revanche, les spécialistes n'ont pas d'explications crédibles permettant de comprendre cette amélioration. Dans la grande majorité des troubles anxieux et dépressifs, les approches comportementalistes et cognitivistes ne sont pas en mesure de démontrer un effet d'apprentissage pour expliquer la souffrance des patients. Les théories phylogénétiques renvoyant cette anxiété humaine à des situations de danger vécus — durant des millions d'années — par les premiers mammifères devant des reptiles ou des insectes plus dangereux ne tiennent pas la route. Outre l'aspect hautement spéculatif de ces théories, les autres mammifères ne manifestent pas ce genre de phobie. Par ailleurs, il n'est toujours pas expliqué comment une personne adulte peut souffrir d'une phobie de souris, d'araignée ou de chat, sans avoir jamais été sauvagement agressé par ces animaux auparavant. C'est le propre de la psychopathologie psychanalytique que d'avoir proposé un modèle de l'angoisse qui renvoie le danger apparemment réel (Realangst) à une menace pulsionnelle, elle-même conçue comme un afflux d'excitation non maîtrisable, comme dans le cas du danger de la castration (phobie du petit Hans).
Et pourtant, la confrontation avec le danger réel apporte une amélioration de l'état anxieux qui n'est plus à démontrer. L'amélioration repose cependant sur une fausse évidence : « la confrontation avec le stimulus fait baisser l'angoisse » nous apprend-on dans les manuels de psychologie. Or, la confrontation est loin d'être efficace à tous les coups, sans qu'on en connaisse non plus la raison. Le paradoxe de ce succès thérapeutique est que le patient ne veut, au fond, pas savoir ce qui l'angoisse. On lui fait croire qu'il s'agit d'une souris... Le principe de la fuite et de l'évitement sont fondamentalement ancrés en lui. Une psychothérapie pouvant lui apporter une amélioration sans qu'il ait à se soucier de ce qui se passe en lui répond à son système défensif, quand ce n'est pas à celui de son psychothérapeute. En fin de compte, le sens de cette amélioration doit rester impensé pour le patient et demeure souvent impensable pour le psychothérapeute.
Le terme qui nécessite ici un approfondissement est celui de réel. La psychanalyse freudienne emploie le concept de réalité dans une acception naturaliste commune, comme chose géographique ou comme situation évènementielle. Du point de vue existentiel, le concept  de « réel » fait place au concept de « Monde » (Welt, sans guillemets ; « Welt » étant le concept naturaliste), cet horizon ouvert (Offenheitspielraum) de compréhension dans lequel le Dasein se tient (aussteht). C'est donc dans un rapport de sens — au sens de l'être-touché atmosphérique — que le Dasein se tient, et non devant des objets ou des choses dont les significations seraient sémantiquement ou symboliquement prédéterminées. La confrontation avec un stimulus devient alors une confrontation, une attitude de supporter (aushalten) — mieux, un se-supporter — dans un réseau de renvois de sens (Verweisungszusammenhänge) au sein de cet horizon de compréhension. Ainsi, ce n'est pas une souris que le patient supporte dans une confrontation, mais ce à quoi cette souris est renvoyée dans son horizon de compréhension : l'incontrôlabilité, la différence, le sentiment d'impuissance, etc. Les phobies multiples ne sont pas à comprendre comme des troubles psychiques causés par des objets différents, mais comme une souffrance ontologique sensible et aiguë (Hellhörigkeit ; Cf. M. Boss) attisée par des situations ontiques problématiques.

#### Confrontation ontologique
L'approche herméneutique existentiale propose une lecture phénoménologique des manières d'être (Seinsweisen ou Existenzialen) impliquées dans une situation réelle, puis une interprétation (Auslegung) des existentiaux impliqués. Chaque manière d'être étant affectivement ou atmosphériquement disposée - c'est-à-dire touchée ou concernée -, cette disposition (ou Stimmung) donne une première indication sur le « comment-je-suis-touché », sur la structure du « comment il en va de mon être, comment il en va de mon existence », c'est-à-dire sur la structure du souci (Cf. Heidegger: Sorge). Par exemple, face à une souris ou une araignée, c'est en règle générale le mouvement soudain de l'animal qui déclenche de l'effroi, surtout si l'on ne sait pas où il se cache, et non l'animal en lui-même. Le mouvement soudain ou l'absence de repérage visuel renvoient à l'incontrôlabilité, la non-maîtrisabilité de la situation, mais aussi à l'étrangeté, la différence face à un être vivant dont on ne peut lire ou anticiper les réactions. Ainsi, le thérapeute va s'efforcer de déterminer quelles « Ontologische Einschlusse » (thématiques ontologiques « incluses ») sont présentes « dans » une situation concrète, sans se faire piéger par de trop simples apparences. Une fois ces dimensions découvertes, il va s'agir de relever si, d'une manière générale, le patient souffre, dans d'autres domaines concrets de sa vie des mêmes angoisses ou des mêmes adaptations défensives susceptibles de lui permettre de s'illusionner de pouvoir maîtriser ces situations. C'est la confrontation avec les ambiances relatives aux existentiaux ainsi qu'avec le sens de ces existentiaux auxquelles les ambiances renvoient, et non avec tel chat ou telle araignée, qui « améliore » en fin de compte la capacité à supporter (aushalten) une situation donnée.

## Développement de la Daseinsanalyse en Suisse
Au sein même du mouvement daseinsanalytique, plusieurs tendances se sont affirmées durant le XXe siècle. Tandis que dans un premier temps, Ludwig Binswanger considérait la Daseinsanalyse davantage comme une voie de recherche anthropologique que comme une méthode psychothérapeutique, Medard Boss, en étroit contact avec M. Heidegger (1889-1976) et après sa « Kehre » (tournant philosophique) - (Les fameux « Zollikoner Seminare », 1987) - fondait à Zurich dans les années 1960 un institut de formation pour les médecins psychiatres et les psychothérapeutes. Toujours à Zürich, la Daseinsanalyse connaissait au milieu des années 1980 une scission ayant comme motif, pour une partie des élèves de Prof. Dr. med. Médard Boss (1903-1990) et de Prof. Dr. med. et Dr. phil. Gion Condrau (1919-2006) (Daseinsanalytische Institut & SFDP), un « retour » à Être et temps de 1927. Même si l'œuvre de L. Binswanger fut essentielle à l'essor de la Daseinsanalyse, il n'y eut pas en Suisse de formation de daseinsanalystes d'orientation Binswangerienne. La psychothérapie en Daseinsanalyse est actuellement enseignée en Suisse au Daseinsanalytischer Seminar (DaS) dont la représentante principale est Alice Holzhey-Kunz (1943-* ) (Présidente de la Gesellschaft für hermeneutische Anthropologie und Daseinsanalyse - GAD).
En Suisse alémanique, les psychothérapeutes principaux de la Daseinsanalyse (GaD & DaS) sont : Dr. phil. A. Holzhey-Kunz, Dr. med. Uta. Jaenicke, Dr. phil. Peter Müller-Locher, Dr. med. Perikles Kastrinidis, Dr. med. Hanspeter Padrutt, Dr. med. Hansjörg Reck, Dr. phil. Daniela Sichel, Dr. phil. Esther Oriesek, Dr. phil. Franz Brander. En Suisse romande : lic. phil. Frédéric Soum.

## L'interprétation des rêves du point de vue daseinsanalytique
(avril 2010).
Si vous disposez d'ouvrages ou d'articles de référence ou si vous connaissez des sites web de qualité traitant du thème abordé ici, merci de compléter l'article en donnant les références utiles à sa vérifiabilité et en les liant à la section « Notes et références ».
Malgré les trouvailles récentes de la recherche et les avancées des connaissances sur la neurophysiologie du sommeil, l'interprétation des rêves n'est toujours pas superflue. S'il est en effet aujourd'hui démontré que l'adage ancestral « la nuit porte conseil » est bien exact, c'est en partie parce que l'on sait depuis peu que le sommeil permet non seulement une consolidation de la mémoire à long terme, mais sélectionne les contenus dits « pertinents » ou « importants » qui seront « retravaillés » durant l'activité onirique, notamment par des « échanges d'informations » entre les sous-systèmes corticaux. Ainsi, la recherche découvre des preuves concernant des évidences depuis longtemps relevées et analysées en phénoménologie. Le discours de la science moderne est particulièrement confus lorsqu'il utilise l'expression « evidence based medecine » (EBM) pour signifier que seules les méthodologies basées sur des preuves scientifiques peuvent s'acquitter du label « scientifique ». On savait avant Newton que les pommes tombaient des arbres; ce savoir, bien que non méthodologique et non statistique n'enlève en rien les qualités d'appréhension, de perception et de compréhension du phénomène.[non neutre]
Dans le domaine de l'interprétation des rêves, la neurophysiologie corrobore aujourd'hui sur le plan des mécanismes physiologiques, les découvertes métapsychologiques de S. Freud et phénoménologiques de M. Boss d'il y a un siècle. À ceci près que les notions utilisées par les neurophysiologistes du sommeil pour qualifier les contenus des rêves comme étant des contenus « pertinents » ou « importants » ne dépendent plus d'une appréciation scientifique - au sens neurologique, physiologique ou médical du terme - mais d'une méthode d'interprétation, basée notamment sur une méthodologie phénomènologique et une herméneutique existentiale.[non neutre]
Si la phénoménologie classique et la méthodologie scientifique moderne proposent des voies d'accès différentes pour accéder aux phénomènes ou pour mesurer des faits, force est de constater que seule une herméneutique appropriée permet d'interpréter les phénomènes. Sans système d'interprétation, et c'est là le point faible des sciences dites « dures » ou s'autodéfinissant de la sorte, le rêve reste, comme les psychologues cognitivistes l'enseignaient dans les universités dans les années 1980, « un amas aléatoire et sans aucune signification de perceptions endogènes »[non neutre].

### Médard Boss: interprétation phénoménologique
En affirmant dès 1953 dans son ouvrage Der Traum und seine Auslegung qu'à la source du rêve, il y a toujours un évènement psychique significatif (Bedeutsam), et que l'essence du rêve réside dans une ambiance fondamentale (Grundstimmung) Medard Boss renvoie le lecteur à la conception heideggerienne de la constitution fondamentale du Dasein comme Souci, comme étant pour lequel il en va de son être en son être même. Si on cherchait dans le phénomène du rêve les éléments que les scientifiques estiment « pertinents » ou « importants », l'analytique ontologique du Dasein en a depuis longtemps établi le lien, le sens et la provenance.

## La Daseinsanalyse au pluriel et les autres approches 'existentielles'
La Daseinsanalyse est improprement traduite par « analyse existentielle ». La Daseinsanalyse est souvent confondue avec d'autres approches ayant un contenu « existentiel » comme la Gestalt Therapie (Fritz Perls), l'Existenzanalyse (Alfried Längle), la Logotherapie (Viktor Frankl), l'Existenzphilosophie (Karl Jaspers) ainsi que les formes de psychothérapie existentielles issues des philosophes Albert Camus et Jean-Paul Sartre. Cette variété d'approches « existentielles » a nécessité le maintien, en langue française, de l'expression « daseinsanalyse », ceci afin de garder la filiation philosophique, phénoménologique mais surtout herméneutique avec la « daseinsanalytik » de 1927 de M. Heidegger. Par ailleurs, L. Binswanger lui-même évolua progressivement dans sa direction de recherche en intégrant progressivement des éléments des théories szondienne (Léopold Szondi) et en retournant à une conception phénoménologique de type husserlienne (Edmund Husserl), le maître de Heidegger.
Roland Kuhn psychiatre dans les années 1940, Ludwig Giesz, Emil Staiger, Eugen Drewermann et récemment  Till R. Kuhnle en Allemagne et en Autriche, ainsi que Ronald D. Laing en Angleterre et Joseph Gabel en France ont contribué par leurs travaux à faire valoir l’analyse existentielle dans plusieurs domaines des sciences humaines – à savoir dans l’esthétique (l’analyse du kitsch) et dans la critique littéraire (théâtre de l’absurde, littérature existentialiste et nouveau roman). En France, le Prof. Dr. Françoise Dastur, philosophe, est une personnalité centrale de la Daseinsanalyse dans le monde académique.